# Geranomyia durga
Geranomyia durga är en tvåvingeart som först beskrevs av Alexander 1967.  Geranomyia durga ingår i släktet Geranomyia och familjen småharkrankar. Inga underarter finns listade i Catalogue of Life.